# 萩原弘子
萩原 弘子（はぎわら ひろこ、1951年 - ）は、日本の芸術思想史学者。大阪府立大学名誉教授、博士（学術）。
専門は視覚文化論。1980年代後半から英国のブラック・アート運動を研究対象とする。フェミニズム視点で美術史を検証するグリゼルダ・ポロック、ロジカ・パーカー著作の翻訳も行なう。

## 略歴
神奈川県鎌倉市生まれ。1982年 お茶の水女子大学大学院人間文化研究科比較文化学専攻退学。
1982年 大阪女子大学学芸学部英文学科教員。1987年 リーズ大学（英国）客員研究員（-1989）。1999年 大阪女子大学人文社会学部人文学科教授。2004年 ノースカロライナ大学（米国）客員研究員。2005年 大阪府立大学人間社会学部人間科学科教授。
2009年 INIVA（Institute of International Visual Arts、英国）客員研究員（2013、2014、2015）。
2017年 大阪府立大学退職、名誉教授。
所属学会 Royal Anthropological Institute、黒人研究学会、日本平和学会。
編集委員　n. paradoxa (international feminist art journal)。

## 主要著作

### 単著
- 『この胸の嵐──英国ブラック女性アーティストは語る』（現代企画室、1990年）
- 『ブラック──人種と視線をめぐる闘争』（毎日新聞社、2002年）
- 『展覧会の政治学と「ブラック・アート」言説──1980年代英国「ブラック・アート」運動の研究』（すずさわ書店、2022年）

### 共著
- 富山妙子、浜田和子と共著『美術史を解きはなつ』（時事通信社 、1994年）

### アンソロジー所収
- “Off the Comprador Ladder—Tomiyama Taeko’s Work.” In Disrupted Borders, London: Rivers Oram Press, 1993.
- “Comfort Women, Women of Conformity—Shimada Yoshiko’s Work.” In Generations and Geographies in the Visual Arts, edited by Griselda Pollock, London: Routledge, 1996.
- 「性、からだ、表現―新しい意味へのフェミニスト的展望」『シリーズ　性を問う　第４巻　表現』大庭健他編（専修大学出版局、1997年）
- 「美術とジェンダー」『美術の理論』藤枝晃雄編（東信堂、2002年）
- “Working On and Off the Margins.” In Imagination without Borders—Feminist Artist Tomiyama Taeko and Social Responsibility, edited by Laura Hein and Rebecca Jennison, Ann Arbor: Center for Japanese Studies, University of Michigan, 2010.
- “Recollections as a Constant Observer from Another Fallen Empire.” In Mirror Reflecting Darkly: The Rita Keegan Archive, edited by Rita Keegan, Matthew Harle, and Ego Ahaiwe Sowinski, London: Goldsmiths Press, 2021.
- “Burnt Dresses Left for the Future－Ishiuchi Miyako’s Photographs, ひろしま/hiroshima (2007-present).” In Capture Japan: Visual Culture and the Global Imagination from 1952 to the Present, edited by Marco Bohr, London: Bloomsbury Academics, 2022.

### 翻訳
- ロジカ・パーカー、グリゼルダ・ポロック『女・アート・イデオロギ──フェミニストが読みなおす芸術表現の歴史』（新水社、1992年）
- グリゼルダ・ポロック『視線と差異』（新水社、1998年）
- ジョー・スペンス『私、階級、家族』（新水社、2004年）
- サイモン・シャーマ『BBC　英国史』全15巻DVD字幕翻訳（丸善出版、2013年）

### 論文
- researchmap

### ウェブ寄稿、ウェビナー
- 「文化的多様性を表現する写真？」“Pictures of Diversity?”　Laurie Toby Edisonウェブサイト[7]
- 「身体の表現―エロスと暴力の現場として、あるいは……」武蔵野美術大学ウェブサイトCulture Power、2003年6月[8]
- “Critical Perspectives on Araki Nobuyoshi’s Photography.” In Behind the Camera, University of British Columbia. [9]

### 展覧会協力・図録執筆
- “Here History Unfolds.” In Tam Joseph—This is History (exhibition catalogue), edited by Eddie Chambers, December 1997. [10]
- Rita Keegan Archive Project, at South London Gallery, 2020（展示協力）．[11]［10］
- Rita Keegan, Somewhere Between There and Here, at South London Gallery, 2021（展示協力）.[11]
- The Third Gallery Aya 25周年記念展『山沢栄子、岡上淑子、石内都　2021』（図録）．[12]
- 京都精華大学ギャラリーリニューアル記念展『越境─収蔵作品とゲストアーティストがひらく視座』、京都精華大学ギャラリー Terra-S、2022（企画協力）．[13]